# The Night of the Purple Moon
The Night of the Purple Moon ist ein Jazzalbum von Sun Ra and His Intergalactic Astro Solar Infinity Arkestra. Die 1970 im Variety Recording Studio, New York City, entstandenen Aufnahmen erschienen als Langspielplatte 1970 auf El Saturn Records, 2007 als Compact Disc in einer erweiterten Fassung bei Atavistic Records. Am 13. November 2014 wurden die Aufnahmen in einer von Michael D. Anderson und Irwin Chusid restaurierten und erneut veränderten Fassung auf Enterplanetary Koncepts wiederveröffentlicht.

## Hintergrund
The Night of the Purple Moon, aufgenommen und veröffentlicht im Jahr 1970, vermittle einen vagen Beigeschmack des vorherrschenden psychedelischen Zeitgeists der späten 1960er-Jahre, schrieb Reissue-Coproduzent Irwin Chusid. Das liege am Einsatz von zwei elektronischen Keyboards, die zu dieser Zeit bei psychedelischen Bands beliebt waren: dem Rock-Si-Chord (allgemein falsch geschrieben als Rocksichord) und dem Moog Minimoog. Ersteres, gebaut von Rocky Mount Instruments und erstmals zwischen 1967 und 1968 verkauft, wurde von Rockbands als lauterer Ersatz für das Cembalo verwendet, das nicht mit E-Gitarren mit hohen Dezibel-Werten mithalten konnte. (Der Rock-Si-Chord wurde auch in Terry Rileys Tour „A Rainbow in Curved Air“ von 1968 präsentiert).
Sun Ra besaß einen frühen benutzerdefinierten Moog Minimoog (einen tragbaren Moog-Synthesizer) und hatte zuvor mit einem Modularen Moog gespielt, den er auf My Brother the Wind vorgestellt hatte, aufgenommen 1969. Sun Ra benutzte den Minimoog für mehrere weitere Aufnahmen, darunter das Werk Space Probe, und tourte damit mehrere Jahre lang. Im Gegensatz zu vielen Künstlern dieser Zeit war Ra nicht daran interessiert, innovative Instrumente zu verwenden, um bekannte Popsongs zu gestalten; vielmehr wollte er die klanglichen Möglichkeiten mit futuristischer Musik erkunden. Sun Ra behandelte den Minimoog nach Ansicht von Irwin Chusid oft brachial, indem er ihm exotische Texturen und verzerrte, Explosionen ähnliche Klänge mit einer hohen Lautstärke entlockte. Das Arkestra ist auf Purple Moon nur in einer kleinen Combobesetzung repräsentiert, mit drei weiteren Musikern, dem Saxophonisten John Gilmore (der Tenorsaxophon auf „Impromptu Festival“ spielte, ansonsten auf anderen Tracks als Schlagzeuger fungierte), dem Bassisten Stafford James (seine einzige Aufnahme mit Ra) und Danny Davis, der Holzblasinstrumente und Perkussion spielte.
Trotz seiner Vorliebe, aktuelle Musik mit neuen Instrumenten zu machen, scheute sich Sun Ra nicht davor, „Coverversionen“ seiner eigenen Melodien anzubieten; so enthielt Purple Moon ein Remake von „Love in Outer Space“, das erstmals 1962 aufgenommen und 1965 auf Secrets of the Sun veröffentlicht wurde. Das Stück wurde schließlich zu einer Art „Standard“ im Repertoire von Sun Ra, mit über 150 aufgezeichneten Versionen in Sun Ras Œuvre.
Zusätzlich zur Original-LP-Version wurde die CD-Ausgabe 2007 um die Titel „Love in Outer Space (alternate take)“, „Wurlitzer and Zeleste“, „Wurlitzer solo 1“ und „Wurlitzer solo 2“ erweitert. Hingegen haben die Produzenten der Neu-Edition von 2014, Michael D. Anderson und Irwin Chusid, die Gesangsversion des Titels „Love in Outer Space“ von 1975 mit dem Sänger David Henderson (ebenfalls in seiner einzigen aufgenommenen Performance mit Ra) und eine alternative Aufnahme des Stücks in die Edition von 2014 aufgenommen. Auch der Titeltrack wird hier zweimal angeboten, in der Original-LP-Version und in einer bisher unveröffentlichten Alternativ-Version. Im Gegensatz zu „Love in Outer Space“ sind dies die einzigen zwei bekannten Aufnahmen von „Night of the Purple Moon“. Das Album enthält zudem drei elektronische Solowerke, „Blue Soul“, „Narrative“ und „Outside the Time Zone“. Diese drei Tracks wurden von Ra-Historikern als auf dem Minimoog aufgeführt dargestellt. Doch der Moog-Historiker Brian Kehew ist jedoch anderer Meinung: „Sie klingen wie eine Orgel oder ein anderes elektronisches Keyboard, aber nicht wie ein Moog.“
Der Instrumentaltrack „Love in Outer Space“ wurde nachträglich mit David Hendersons Gesang überlagert und 1975 auf einer Saturn 7-Zoll-Single veröffentlicht. Henderson (bekannt für die Arbeit der 1960er-Jahre mit dem Umbra-Kollektiv und dem Black Arts Movement oder dem Auftritt in Ornette Colemans Science Fiction), trug für das Instrumentalstück seinen eigenen Text bei und sang: „Sunrise in Outer Space, Love for Every Face“. Mit dem Bekanntwerden dieser Gesangsversion und dem Aufstieg der Popularität des Sun Ra Arkestra Mitte der 1970er-Jahre wurde die Melodie auf der Bühne zu einer Art „Ra-Hymne, einem Vehikel für rasende Akrobatik und organasmische Trommelorgien von hyperekstatischem Ausmaß“.

## Editionsgeschichte
Das Original-Album, das 1970 als El Saturn LP erschienen war, enthielt zehn Tracks. Weitere Versionen des Original-Albums erschienen auf dem Label Thoth Intergalactic (#IR 1972). The Night of the Purple Moon erschien 2007 auf dem Label Atavistic in der Reihe Unheard Music Series, der Ausgabe wurde drei Solostücke von Sun Ra hinzugefügt, die 1964 auf einer Wurlitzer-Orgel entstanden waren. Der dann 2014 der Neuausgabe des Albuma hinzugefügte Bonus-Titel „Night of the Purple Moon“ in der Gesangsversion erschien zuvor auch auf den Kompilationen To Those of Earth ... and Other Worlds bei Strut (#STRUT125), Out There a Minute (auf den Labels Blast First, Torso und Restless).
Ein Alternate take von „Love in Outer Space“ erschien 1989 auf der Kompilation Out There a Minute.

## Titelliste

### Original-LP (1970)
- Sun Ra: The Night of the Purple Moon (Saturn Research 5, Thoth Intergalactic – IR522)[5]

A1 Sun-Earth Rock 4:37

A2 The All Of Everything 4:22

A3 Impromptu Festival 4:00

A4 Blue Soul 3:44

A5 Narrative 2:53

A6 Outside the Time Zone 5:00

B1 The Night of the Purple Moon 3:45

B2 A Bird's Eye-View Of Man's World 2:56

B3 21st Century Romance 4:05

B4 Dance of the Living Image 4:35

B5 Love in Outer Space 3:45

### The Night of the Purple Moon (Atavistic 2007)
- Sun Ra and His Intergalactic Infinity Arkestra: The Night of the Purple Moon (Atavistic ALP264CD)[6]

1. Sun-Earth Rock 4:48
2. The All of Everything 4:29
3. Impromptu Festival 4:08
4. Blue Soul 3:53
5. Narrative 3:01
6. Outside the Time Zone 5:07
7. The Night of the Purple Moon 3:53
8. A Bird's Eye View Of Man's World 3:09
9. 21st Century Romance 4:14
10. Dance of the Living Image 4:46
11. Love in Outer Space 3:58
12. Love In Outer Space [Alternate Take] 5:08
13. Wurlitzer and Celeste 1:59
14. Wurlitzer Solo 1 2:07
15. Wurlitzer Solo 2 2:09

### The Night of the Purple Moon (Enterplanetary Koncepts 2014)
- Sun Ra: The Night of the Purple Moon (Enterplanetary Koncepts)

1. Sun-Earth Rock 04:37
2. The All of Everything 04:23
3. Impromptu Festival 04:01
4. Blue Soul 03:47
5. Narrative 02:55
6. Outside the Time Zone 04:58
7. The Night of the Purple Moon 03:45
8. A Bird's Eye View of Man's World 03:02
9. 21st Century Romance 04:06
10. Dance of the Living Image 04:38
11. Love in Outer Space (Instrumental) 03:47
12. Love in Outer Space (Vocal) 03:50
13. The Night of the Purple Moon (Alternate Take) 03:44
14. Love in Outer Space (Alternate Take) 05:05

Die Kompositionen stammen von Su Ra.

## Rezeption
Wenn man sich The Night of the Purple Moon anhört, bekomme man das Gefühl, dass Sun Ra nach einem Jahrzehnt des Experimentierens und des Free Jazz eine zugängliche Platte mit Popmusik machen wollte, meint Irwin Chusid. Doch was er sich da ausgedacht habe, sei nicht Iron Butterfly; doch wenn diese Platte richtig vermarktet worden wäre, hätte sie ein Segment des Pop-Marktes dieser Band durchaus ansprechen können. Wenn nur ein Zehntel der Käufer von In-A-Gadda-Da-Vida die LP Purple Moon gekauft hätte, hätte Sun Ra die unteren Ränge der Billboard-Charts erreicht. Zu den drei elektronischen Solowerken auf dem Album schrieb Chusid, „Blue Soul“ klinge wie „ein altmodischer Schmachtfetzen mit Space-Age-Schimmer“; „Narrative“ sei „ein abgehacktes, aber treibendes Werk, das weniger eine Komposition als vielmehr eine Keyboard-Testfahrt zu sein scheint“, und „Outside the Time Zone“, ein „bluesiges Toben, das mit Atonalität flirtet“.
Sean Westergaard verlieh dem Album in Allmusic dreieinhalb Sterne und schrieb, dieses Album sei eher als skurril zu bezeichnen, sogar in Relation zum sonstigen Sun Ra-Katalog. Ersatz-Schlagzeuger Gilmore habe einen recht sprunghaften Zugang zu den Drums, die auf seltsame Weise mikrofoniert sind, wobei das Hi-Hat besonders hervorsteche. Ras Spiel gehe nicht zu weit hinaus, obwohl die Töne von Rock-Si-Chord und MiniMoog eher humorvoll klingen und die meisten Melodien ziemlich verspielt seien. Danny Davis liefere einige gute Altsaxophon- und Klarinetten-Solos, wobei Stafford James das Geschehen mit dem Bass verankere. Der beste Bezugspunkt für dieses Album sei „The Perfect Man“ von der Singles-Compilation, außer dass „The Perfect Man“ ausschließlich den MiniMoog verwende und Gilmore ein soliderer Schlagzeuger als Danny Davis sei. Dennoch mache das Album viel Spaß, auch wenn es etwas albern daherkomme; man kann es als „eine unterhaltsame Kuriosität“ in einer wohl einzigartigen Diskographie verstehen.
TJ Gorton (BeatCaffeine) lobte, diese Aufnahme von 1970 präsentiere Sun Ra in einer reduzierteren (aber komplex agierenden) Besetzung, in der der Bandleader nur auf dem MiniMoog und Rock-Si-Chord spielt. Damit bekomme diese Aufnahme eine sehr elektrische, distanzierte Atmosphäre und enthalte doch einige unglaubliche klassische Sun Ra-Tracks, darunter „Love in Outer Space“ und „Sun-Earth Rock“. Moog-Fans werden sich dieses Album definitiv anhören wollen.
Sean Kitching schrieb in The Quietus, trotz der Präsenz einiger besonders weit abgefahrener Tracks sei das meiste Material als Musik zugänglich, die an Popmusik grenze und mit einem sehr spezifischen Sound versehen sei, der im Allgemeinen auf anderen Sun Ra-Aufnahmen nicht zu finden sei. Eine Art Exotik des Weltraumzeitalters vielleicht, die eine warme und doch forschende Atmosphäre biete, die, sobald sie einmal erreicht sei, dazu auffordere, von Anfang bis Ende angehört zu werden. Diese Musik beiße nur gelegentlich, wie in dem unglaublichen „A Birds Eye View of a Man’s World“, einer kubistischen Jazz-Miniatur, die mit Ras fragmentiertem Keyboard-Motiv eher der Welt der Quantenunschärfe als einem vorhersehbaren, mechanistischen Universum anzugehören scheint.